# Even as IOU
Pour plus de détails, voir Fiche technique et Distribution.
Even as IOU est un film américain réalisé par Del Lord et sorti en  1942. C'est un film de la troupe Les Trois Stooges.

## Fiche technique
- Titre original : Even as IOU
- Réalisation : Del Lord
- Scénario : Felix Adler
- Musique : Leigh Harline et Ben Oakland (en)
- Photographie : L. William O'Connell
- Montage : Paul Borofsky (en)
- Production : Del Lord et Hugh McCollum (en)
- Société de production : Columbia Pictures
- Société de distribution : Columbia Pictures
- Pays de production :  États-Unis
- Langue originale : anglais
- Format : noir et blanc - son mono
- Genre : comédie
- Durée : 16 minutes
- Date de sortie : 
  - États-Unis : 18 septembre 1942

## Distribution
- Moe Howard : Moe
- Larry Fine : Larry
- Curly Howard : Curly
- Ruth Skinner : Mrs. Blake
- Stanley Blystone : Joe, le ventriloque
- Vernon Dent : l'homme dans la voiture
- Bud Jamison : le policier
- Sharyn Moffett (en) : la fille de Mrs. Blake